# Giannetto Bezzecchi
Giannetto Bezzecchi (San Martino in Rio, 2 febbraio 1900 – Modena, 14 dicembre 1961) è stato un calciatore italiano, di ruolo centrocampista.

## Carriera
Giocò nella Reggiana in Divisione Nazionale.